# Suojalampi
Suojalampi är en sjö i kommunen S:t Michel i landskapet Södra Savolax i Finland. Arean är 39 hektar och strandlinjen är 3,07 kilometer lång. Sjön  ingår i Vuoksens huvudavrinningsområde.   Den ligger nära S:t Michel och omkring 210 kilometer nordöst om Helsingfors. 